# Кастр (графство)
Графство Кастр (фр. Comté de Castres) — средневековое французское графство, которое располагалось та территории современного французского департамента Тарн. Центром графства был город Кастр-ан-Альбижуа.

## История
Графство было образовано в 1356 году, когда король Франции Иоанн II Добрый даровал графу Вандома и сеньору Кастра Жану V титул графа Кастра.
До 1393 года графство Кастр находилось в личной унии с графством Вандом. После смерти в 1372 году малолетней Жанны де Вандом Кастр унаследовала её тётя, Екатерина де Вандом, мужем которой был Жан I де Бурбон, граф де Ла Марш. После смерти Екатерины в 1403 году её владения были разделены двумя сыновьями. Вандом унаследовал второй сын Екатерины и Жана — Людовик I, а Кастр достался их старшему сыну Жаку II, графу де Ла Марш.
В 1435 году Жак удалился в монастырь. Поскольку законных сыновей он не оставил, то Кастр и Ла Марш унаследовала старшая дочь Жака, Элеонора де Бурбон. Она вышла замуж за Бернара II д’Арманьяк, графа де Пардиак, одного из сыновей коннетабля Бернара VII д’Арманьяк. Сын Бернара, Жак II д’Арманьяк, был заметной фигурой во Франции. Благодаря женитьбе на кузине короля Франции Людовика XI смог получить ряд владений, а также титул герцога Немурского, став первым герцогом-пэром, который не являлся принцем королевской крови. Однако позже его отношения с королём испортились. В 1476 году Жак был обвинён в измене и схвачен. Его владения были конфискованы, а сам он в 1477 году казнён. Владения Жака король раздал своим приближённым.
Кастр в итоге достался одному из королевских офицеров — Боффилю де Жюжу — итальянскому авантюристу на службе Людовика XI. В 1480 году Боффиль женился на Марии д’Альбре, что значительно укрепило его положение на юге Франции. Однако позже из-за наследства Жака д’Арманьяка начался судебный процесс. Кроме того, его дочь Луиза вышла замуж без разрешения отца, что привело к серьёзному конфликту в семье Боффиля. В итоге в 1494 году Боффиль уступил Кастр брату своей жены — Алену д’Альбре, одному из самых могущественных феодалов в Гаскони.
Боффиль умер в 1502 году, после чего передача Кастра Алену д’Альбре была оспорена Луизой дю Жюж, дочерью Боффиля. Спор продолжался до 1519 года, когда король Франциск I, недовольный спором, конфисковал Кастр и присоединил его к королевскому домену.